# Resolución 197 del Consejo de Seguridad de las Naciones Unidas
La resolución 197 del Consejo de Seguridad de las Naciones Unidas, adoptada por unanimidad el 30 de octubre de 1964, después de examinar la solicitud de la República de Zambia para la membresía en las Naciones Unidas, el Consejo recomendó a la Asamblea General que la República de Zambia fuese admitida.